# 茱莉亚·路易斯-德瑞弗斯
茱莉亚·伊莉莎白·思嘉·路易斯-德瑞弗斯（英語：Julia Elizabeth Scarlett Louis-Dreyfus，1961年1月13日—），美國女演員、喜劇演員與製作人。著名作品有《周六夜現場》、《歡樂單身派對》、《俏媽新上路》與《副人之仁》。
至今獲得1座金球獎（9次提名）、9座美國演員工會獎（21次提名）、5座美國喜劇獎（10次提名）、2座評論家選擇電視獎（5次提名）和11座黃金時段艾美獎（24次提名），更連續6年蟬聯艾美獎喜劇類最佳女主角獎，亦是獲得最多次艾美獎喜劇類提名與得獎的女演員。2010年名留好萊塢星光大道，2014年名留電視名人堂，2016年更被〈時代雜誌〉列入全球年度百大影響人物中。

## 早年生活
路易斯-德瑞弗斯在1961年出生於紐約州紐約。她的母親茱蒂絲（Judith）是個作家兼特殊教育者，她的父親傑拉德·路易斯-德瑞弗斯則經營路易斯-德瑞弗斯能源公司。她的曾曾祖父列奧波德·路易斯-德瑞弗斯是在1851年成立路易达孚的元老，該公司是處理法國商品和航運的集團，而該公司至今仍由其家族經營。她的爺爺皮耶爾·路易斯-德瑞弗斯為路易斯-德瑞弗斯公司董事長，其在第二次世界大戰期間留在法國擔任騎兵，並在日後參與了法國抵抗運動。在此期間，她身為美國人的祖母將她的父親帶往了美國。她的祖母蒂蘿芮絲（Dolores）的父親為巴西裔，母親則為墨西哥裔，她的祖父則來自阿爾薩斯猶太人家庭。1962年，在路易斯-德瑞弗斯出生後的一年，她的父母離婚了。在她八歲時搬家至華盛頓哥倫比亞特區，而她的母親則和喬治·華盛頓大學醫學院院長L·湯普森·鮑爾斯（L. Thompson Bowles）再婚。在她童年期間，她的母親偶爾會帶她至一神教教堂服務。
路易斯-德瑞弗斯的童年是在許多不同的州及國家度過，她跟隨繼父參與了HOPE計畫，其中包括斯里蘭卡、哥倫比亞與突尼西亞等地。1979年，路易斯-德瑞弗斯自馬里蘭州貝塞斯達的霍爾頓-阿姆斯學校畢業，並前往位在伊利諾伊州埃文斯頓的西北大學就學。在那裡，她是三角洲伽瑪姊妹會成員，並主修戲劇，後輟學轉向專業演出正職。

## 職涯

### 1982–89年：早年作品與《週六夜現場》

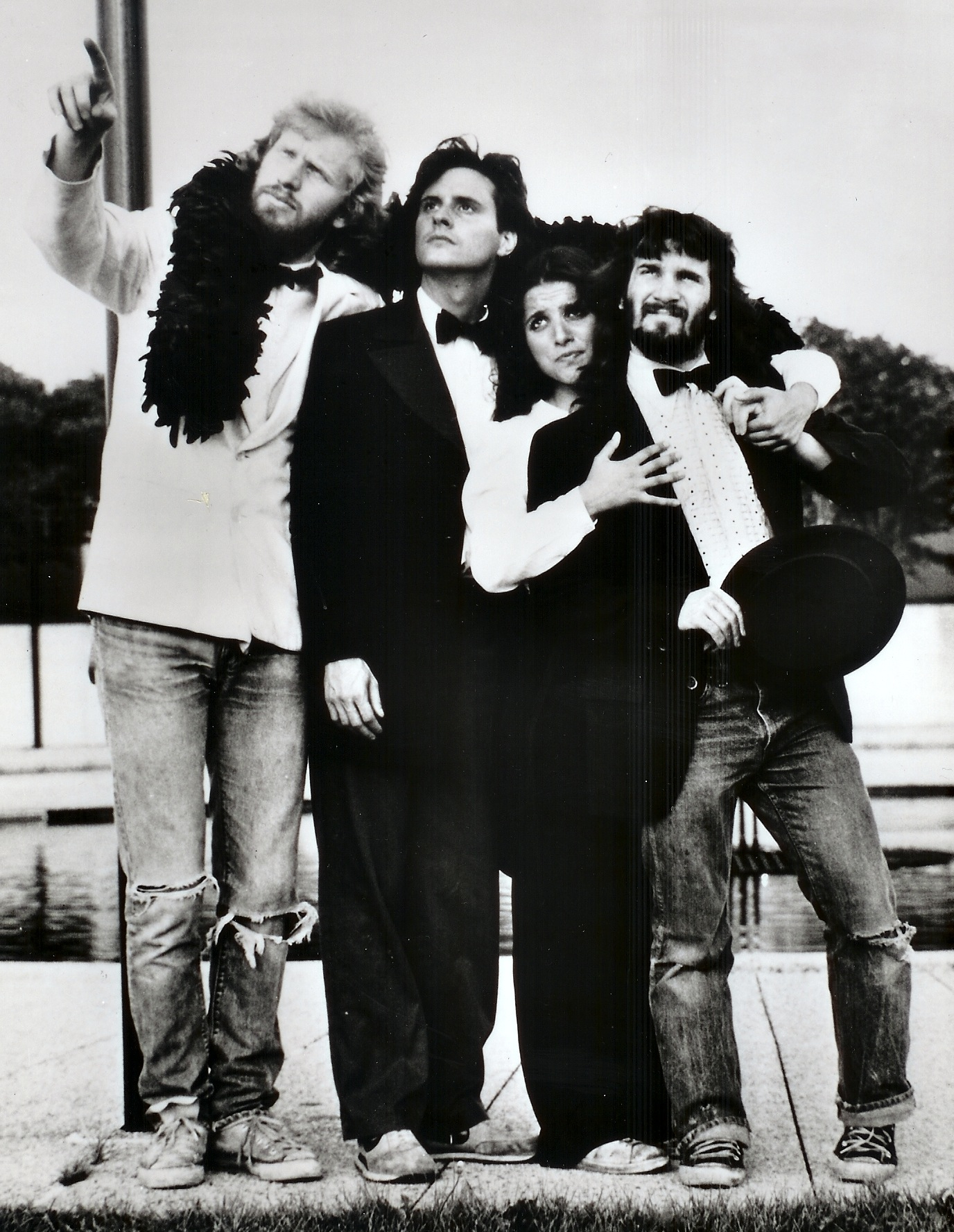
“黃金50周年歡笑”成員合影

在喜劇訓練方面，路易斯-德瑞弗斯曾是芝加哥最著名的即興表演團體之一的第二城喜劇團的一員。後來她加入實用劇團公司成為“黃金50周年歡笑”的成員（包括布拉德·霍爾、加里·克羅格與保羅·巴羅斯），並因此受邀加入NBC《週六夜現場》的演出，當年她年僅21歲。
路易斯-德瑞弗斯在1982年至1985年間成為《週六夜現場》班底，並為該節目當時史上最年輕的演員。在演出《週六夜現場》期間，她與艾迪·墨菲、吉姆·貝魯什、比利·克里斯托及馬丁·肖特搭檔過，而在她演出該節目的第三年也就是最後一年時，她認識了在該節目演出一年的作家拉里·大衛。路易斯-德瑞弗斯曾說道能參演《週六夜現場》就像「灰姑娘能去舞會一樣的體驗」；然而，她也表示在演出該節目期間，她總是感到緊張，「不知該如何在節目中掌舵，特別是在這種直播喜劇小品節目中。」
在1985年離開《週六夜現場》後，路易斯-德瑞弗斯參演了些許的電影，包括伍迪·艾倫執導的《漢娜姐妹》、C·托馬斯·豪威爾主演的《黑白男子》以及由同樣出身自《週六夜現場》的切維·切斯主演之《瘋狂聖誕假期》。1988年，她演出了僅製播2季便被取消的NBC情境喜劇《日復一日》。

### 1990–98：《宋飛傳》

路易斯-德瑞弗斯因演出《宋飛傳》而聲名大噪

1990年代初期，路易斯-德瑞弗斯因演出NBC《宋飛傳》中之伊蓮·班奈斯一角而成名。她演出了該劇九季集數，僅未登場三集，而其中一集即為首集試播集〈宋飛編年史〉，至於她未演出該集的原因，正是起初此角並未在節目企劃之中。由於NBC高層認為試播集太過於男性化，因此要求主創傑里·賽恩菲爾德及拉里·大衛加入女性角色，而該事實亦收錄於DVD中，表示加入女性角色是在試播集展演階段被要求的條件。隨後，路易斯-德瑞弗斯在與帕特里夏·希顿、蘿西·歐唐納與梅甘·马拉利等人的競爭中，脫穎而出獲得該角。
於DVD收錄之“不重要小記”中，賽恩菲爾德談論路易斯-德瑞弗斯能在吃M&M's的花生時不破壞花生，意旨路易斯-德瑞弗斯可以不把你搞瘋的情況下，讓你捧腹大笑。
路易斯-德瑞弗斯於該劇的表現獲得了電視評論家的好評，並讓她屢屢入圍1990年代的電視獎項。她憑藉該劇贏得了一座金球獎、五座美國演員工會獎以及五座美國喜劇獎，更在1996年獲得首座黃金時段艾美獎。
1998年，《宋飛傳》決定在第九季畫下句點。該劇最終回於5月14日首播，並為電視史上最多人觀看的節目之一，該集當時創下了7600萬的觀看人次。
在演出《宋飛傳》期間，路易斯-德瑞弗斯亦參演了一些電影的演出，包括由羅賓·威廉斯和比利·克里斯托主演之《不可能的拍檔》以及伍迪·艾倫獲奧斯卡金像獎提名之《解構哈利》。

### 1999–2004：《宋飛傳》後
在成功聲演迪士尼皮克斯動畫《蟲蟲危機》後，路易斯-德瑞弗斯客串聲演了FOX《辛普森一家》。2001年，路易斯-德瑞弗斯客串了由拉里·大衛開創之HBO影集《人生如戲》，並飾演虛構世界中的自己－一個試圖打破因《宋飛傳》的成功而帶來的詛咒，並努力推銷自己新劇的女演員。
在多年未主演電視劇後，路易斯-德瑞弗斯在2002年重返NBC主演了新單鏡頭喜劇《凝視艾莉》。該劇由路易斯-德瑞弗斯的丈夫布拉德·霍爾開創，並和史提夫·加維與路易斯-德瑞弗斯的同母異父妹妹蘿倫·鮑爾斯共同主演。該劇開播後，獲得好壞參半的評價，不過開播收視獲取了1600萬收視人口，隔周亦有1000萬的觀看人次。
當該劇於2003年春季回歸時，收視人口下滑至800萬左右，而第二季的製作也不同於第一季。第一季是以單鏡頭模式拍攝，第二季則是與傳統情境喜劇的拍攝手法相同，以多鏡頭模式拍攝並有現場觀眾參與拍攝。由於收視人口下墜，流失了前導《歡樂一家親》不少收視後，NBC於同年5月取消了該劇。
在NBC取消《凝視艾莉》後，媒體開始報導“《宋飛傳》詛咒”的傳言，稱《宋飛傳》的演員恐沒有一人能夠在小螢幕上獲取第二度的成功，而路易斯-德瑞弗斯駁斥了此一說法，認為這是媒體炒作的花樣，至於《宋飛傳》的主創拉里·大衛則認為此一說相當愚蠢。
路易斯-德瑞弗斯後來對《絕望的主婦》之蘇珊·梅耶一角極感興趣，但該角最終由泰瑞·海契爭取到演出。同年，路易斯-德瑞弗斯於艾美獎獲獎喜劇《發展受阻》中，客串飾演與詹森·貝特曼所飾演之麥可有感情線的檢察官瑪姬·萊瑟。

### 2005–10：《俏媽新上路》與後續
2005年，路易斯-德瑞弗斯主演了由《威爾與格蕾絲》編劇兼製作人的凱莉·萊瑟開創之CBS情境喜劇《俏媽新上路》。該劇開播收視獲得了1500萬收視人口，為該電視網創下收視佳績，並正式打破“《宋飛傳》詛咒”的傳聞。
路易斯-德瑞弗斯於該劇的表現獲得〈綜藝雜誌〉與〈紐約時報〉等電視評論家的好評，而她更於2006年的黃金時段艾美獎上獲得二度殊榮，首次摘下喜劇類最佳女主角獎。提及過往的詛咒說，驚喜獲獎的路易斯-德瑞弗斯說道：「我不是個真的相信詛咒的人，但詛咒這個吧！」路易斯-德瑞弗斯憑藉該劇連續五年入圍黃金時段艾美獎、三次衛星獎、兩次美國演員工會獎以及一次金球獎。路易斯-德瑞弗斯亦憑該劇於2007年重獲人民選擇獎提名，成功重拾人氣。
2006年5月，路易斯-德瑞弗斯重回《週六夜現場》主持，成為該節目首位回歸節目持主持棒的女演員。於該集中，她與《宋飛傳》卡司傑里·賽恩菲爾德以及傑森·亞歷山大同台演出開場，並諷刺了“《宋飛傳》詛咒”說。由於該集演出的成功，路易斯-德瑞弗斯於2007年3月17日又再度重返《週六夜現場》主持。

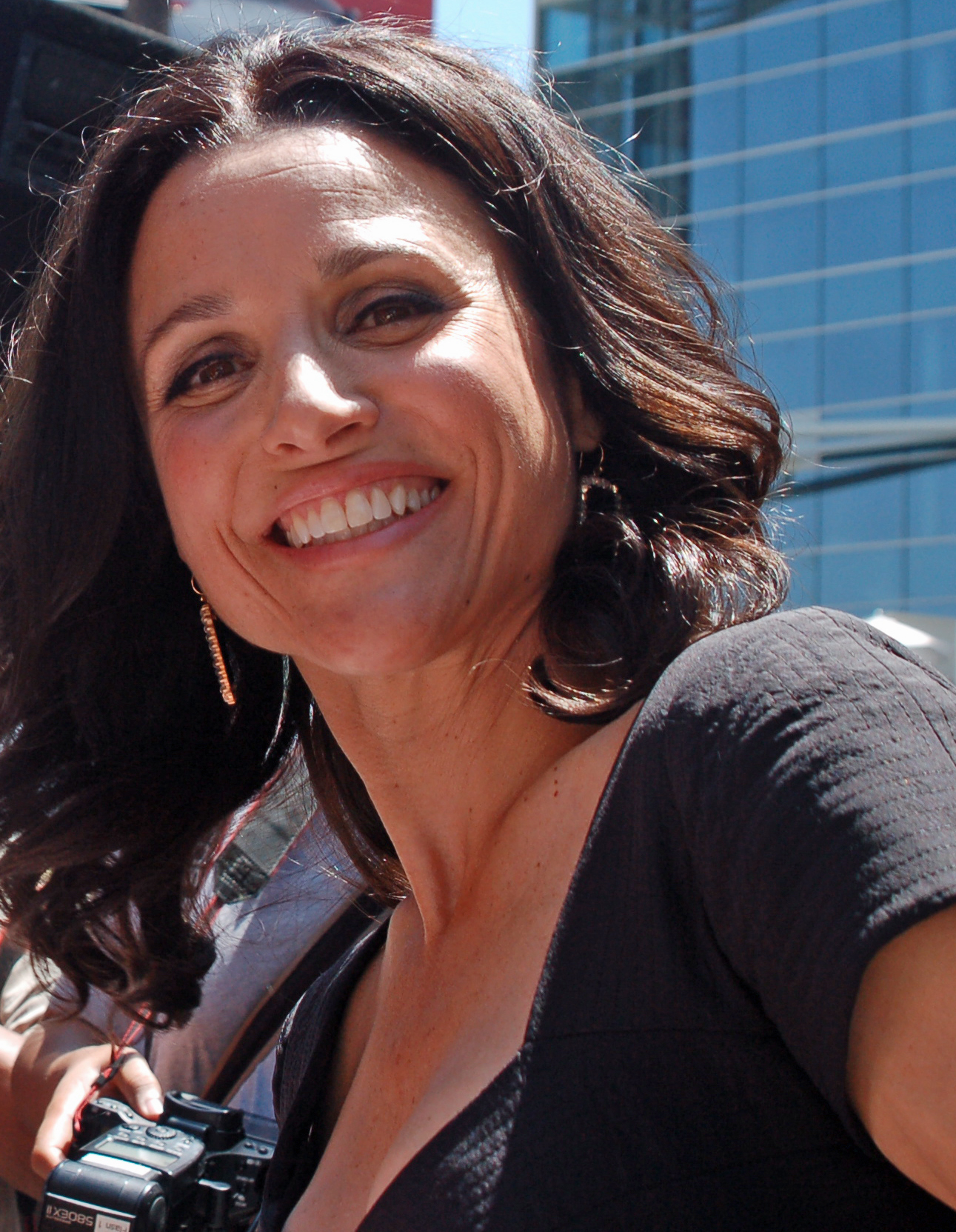
路易斯-德瑞弗斯於2010年5月名留好萊塢星光大道

時隔六年，路易斯-德瑞弗斯於2007年二度客串聲演《辛普森一家》，亦於隔年三度客串。2009年秋季，路易斯-德瑞弗斯與《宋飛傳》卡司群共同客串了拉里·大衛的影集《人生如戲》，該重聚集獲得了媒體的高度關注，並為HBO帶來了不錯了收視。
2009年，路易斯-德瑞弗斯獲TV Land Award頒發「笑星傳奇獎」，並由好友艾米·波勒頒獎授予。隔年5月4日，為表彰路易斯-德瑞弗斯作為一個女演員與喜劇演員為廣播電視產業上帶來的貢獻，她成為第2407位名留好萊塢星光大道的演藝人員，也是《宋飛傳》首位名留星光大道的卡司。其中有段小插曲，即該星星上，路易斯-德瑞弗斯的姓氏缺少了“o”字母以及缺少“-”符號。在該星星被移除並換上更正過後的星星後，路易斯-德瑞弗斯獲得表彰，而與路易斯-德瑞弗斯共事過的克拉克·格雷格、拉里·大衛、艾瑞克·麥柯馬克與傑森·亞歷山大皆到場支持。
2010年5月，在《俏媽新上路》製播五季後，CBS宣布取消該劇。對此，主創凱莉·萊瑟嚴正抨擊CBS，認為CBS此舉是性別歧視，更表示劇組自始至終都嚴重缺乏電視網的支持，並認為CBS非常浪費路易斯-德瑞弗斯與同劇女演員旺達·塞克絲的才華。隨後，製作公司華納兄弟電視公司開始與ABC洽談有關延續該劇的計畫，但最終未能談成。
2010年春季，路易斯-德瑞弗斯多次客串了由麗莎·庫卓自編自演的網路劇《網療記》第三季，該作品後來由Showtime過渡成有線同名電視影集，而路易斯-德瑞弗斯的戲份於2012年的第二季登場。
2010年秋季，路易斯-德瑞弗斯於同樣出身自《週六夜現場》的蒂娜·菲自編自演之NBC艾美獎獲獎喜劇《超級製作人》中，客串演出蒂娜·菲飾演之女主角麗茲·萊蒙之想像版。11月1日，她亦於參演了《週六夜現場》特輯的演出。

### 2011–至今：《副人之仁》

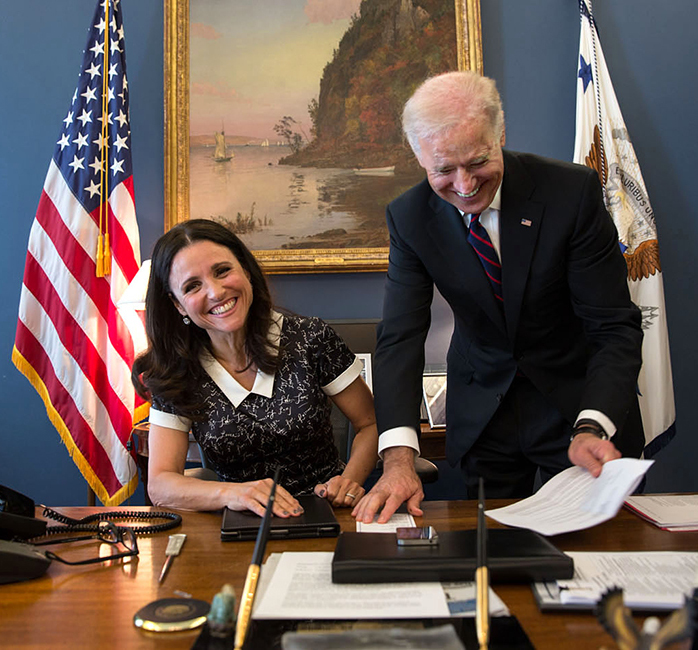
路易斯-德瑞弗斯與副總統喬·拜登於白宮合影

2011年5月至6月，路易斯-德瑞弗斯與丈夫布拉德·霍爾時隔多年繼《凝視艾莉》後再度合作，共同製作了短片《紀錄巴黎》。該劇由霍爾編導、由路易斯-德瑞弗斯主演，並在2012年1月29日於聖芭芭拉國際電影節首映，而影評家給予該作品不錯的評價，HBO則於2012年12月17日在小螢幕上首播。
2011年初，HBO證實路易斯-德瑞弗斯將在新諷刺喜劇《副人之仁》中飾演主角瑟琳娜·麥爾副總統，同時也將身兼影集製作人。為了詮釋角色，路易斯-德瑞弗斯參訪了阿爾·戈爾等數位前美國副總統、參議員、演講稿人、各辦公室官員及調度員等政治活動人物。路易斯-德瑞弗斯更公開讚揚HBO給予卡司及劇組“足夠的前期製作”，其中包括在開拍前的六個月排練。

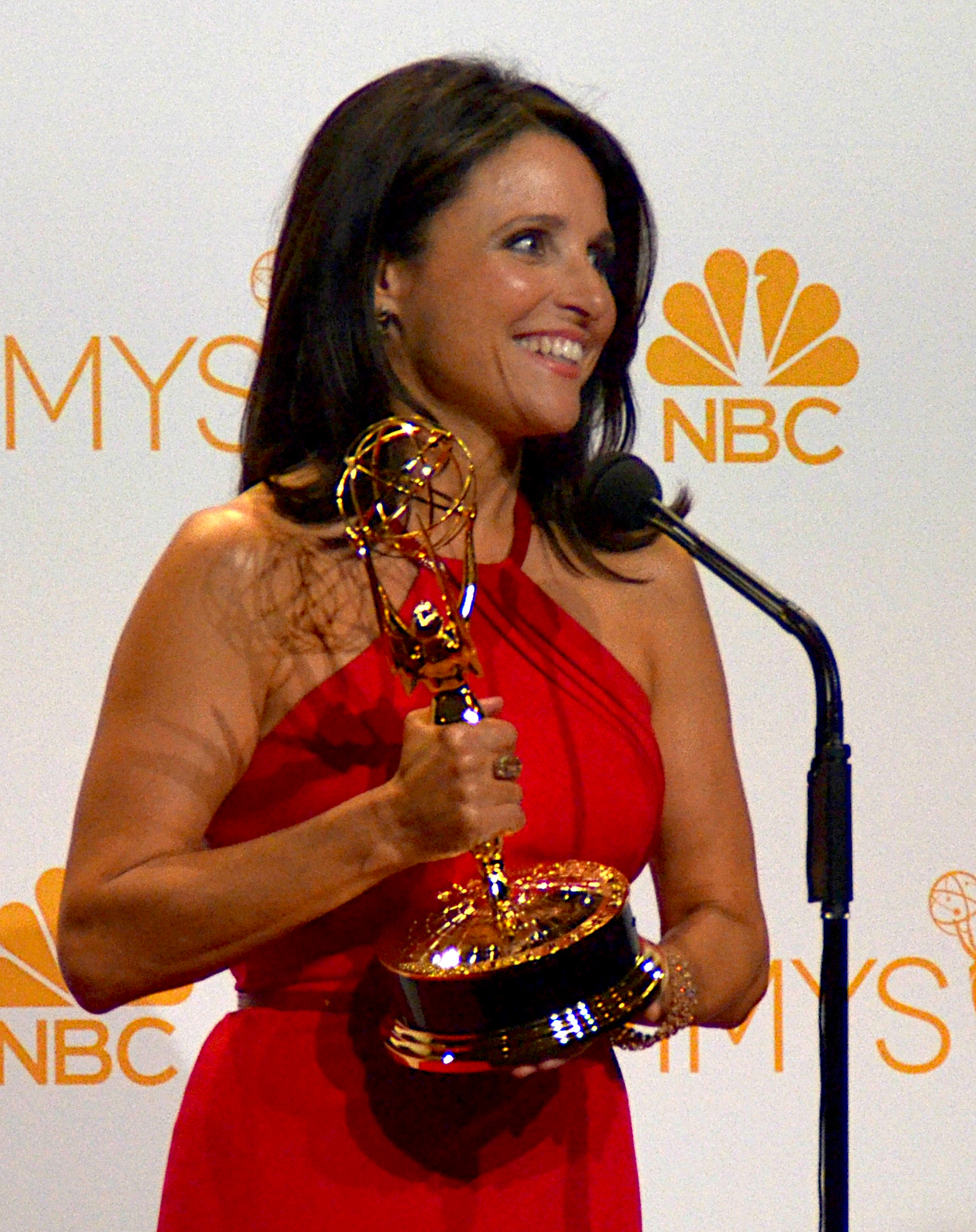
路易斯-德瑞弗斯贏得第66屆黃金時段艾美獎

《副人之仁》第一季於2011年秋季在巴爾的摩展開拍攝，並在2012年4月22日開播。該劇首播集獲得電視評論家極高的讚賞，尤其是路易斯-德瑞弗斯的表現。〈好萊塢報導〉稱瑟琳娜·麥爾是路易斯-德瑞弗斯在《宋飛傳》後，演過最好的角色，並很有入圍艾美獎的風範，〈洛杉磯時報〉則讚賞路易斯-德瑞弗斯為“偉大的中年喜劇人之一”。因第一季的成功，〈赫芬頓郵報〉將路易斯-德瑞弗斯列為2012年最風趣的人物之一，並讚揚她是「繼瑪麗·泰勒·摩爾之後，最具吸引力及渾然天成喜感的女性。」
路易斯-德瑞弗斯於2013年聲演了《飛機總動員》，而該動畫電影在全球締造了不錯的票房佳績。同年，她亦主演了由妮可·哈羅芬瑟執導的電影《無須多言》，並在9月18日首映。該片是路易斯-德瑞弗斯首次主演電影長片，並獲得影評人的讚賞，在爛番茄的評論中，該片獲取了96%新鮮度，成為2013年必看電影之一。路易斯-德瑞弗斯憑藉該片入圍了金球獎、衛星獎、評論家選擇電影獎及美國喜劇獎。
自2014年起，路易斯-德瑞弗斯開始代言美國服飾品牌Old Navy，並演出該品牌電視廣告。2015年11月，她與庫梅爾·南賈尼與史努比狗狗共同參與了Old Navy的電視廣告演出。
2016年4月16日，路易斯-德瑞弗斯三度主持《週六夜現場》，音樂嘉賓為尼克·強納斯。於該集開場中，路易斯-德瑞弗斯重新演繹了《宋飛傳》之伊蓮·班奈斯一角，而拉里·大衛亦客串了該集。
路易斯-德瑞弗斯憑藉《副人之仁》連續6屆蟬聯黃金時段艾美獎最佳喜劇女主角獎，創下艾美獎史上以同一角色獲獎最多次的演員，超越了唐·諾茨與甘蒂絲·柏根的5次紀錄。就喜劇女主角獎類別而言，加上先前憑《俏媽新上路》奪得的獎座，她以7座喜劇女主角獎超越獲得5座的甘蒂絲·柏根及瑪麗·泰勒·摩爾，並以12次提名紀錄超越獲得10次提名的瑪麗·泰勒·摩爾。除此之外，路易斯-德瑞弗斯以奪得8座艾美獎表演獎的紀錄，與克蘿麗絲·利奇曼並列史上獲得最多座艾美獎肯定的演員，同時也以製作人身分連續3屆獲得最佳喜劇影集獎殊榮（6次提名）。另外，路易斯-德瑞弗斯憑《副人之仁》也獲得了2座評論家選擇電視獎（5次提名）、2座美國演員工會獎（10次提名）以及1座電視評論家協會獎（6次提名），並入圍金球獎5次、衛星獎5次紀錄。

## 個人生活
路易斯-德瑞弗斯的同母異父妹妹蘿倫·鮑爾斯也是位演員，而她在路易斯-德瑞弗斯主演之《宋飛傳》、《凝視艾莉》、《俏媽新上路》及《副人之仁》皆有演出。另外，她也有兩個同父異母妹妹菲比（Phoebe）與艾瑪（Emma）路易斯-德瑞弗斯的表哥羅伯特·路易斯-德瑞弗斯生前是愛迪達CEO並為馬賽奧林匹克足球俱樂部所有人。
在就讀西北大學時，路易斯-德瑞弗斯認識了布拉德·霍爾，兩人後來一同在實用劇團公司與《週六夜現場》合作，並在1987年結婚。兩人育有兩子，大兒子亨利（Henry）出生於1992年，小兒子查爾斯（Charles）則在1997年出生。2007年，路易斯-德瑞弗斯重回母校，並獲頒藝術博士學位。
路易斯-德瑞弗斯曾說自己對“不怕扮醜並娛樂他人的女性”感到尊敬，而她的偶像即為露西爾·鮑爾、瑪麗·泰勒·摩爾、马德琳·卡恩、泰瑞·卡兒、瓦莱丽·哈珀及克蘿麗絲·利奇曼等。
女演員蒂娜·菲曾說其自編自演的NBC艾美獎獲獎喜劇《超級製作人》之女主角麗茲·萊蒙的角色靈感便取自路易斯-德瑞弗斯。

### 政治活動
路易斯-德瑞弗斯在2000年時支持阿爾·戈爾總統競選，於2008年及2012年則貝拉克·奧巴馬的支持者。路易斯-德瑞弗斯曾在影片中呼籲歐巴馬總統拒絕油管提案，期望此舉能夠防範美國遭受到外洩危機而引發的汙染問題。另外，她亦為多個環境議題發聲並募款之，其中包括拯救海灣以及清理洛杉磯供水等。
在2016年民主黨全國代表大會上，她支持希拉蕊·克林頓代表參選2016年美國總統選舉。

### 癌症
在路易斯-德瑞弗斯甫奪下第69屆黃金時段艾美獎的隔日，她得知自己罹患乳癌的消息，並直到2017年9月28日才在Twitter上公布此消息。

## 影視作品

### 電影
| 年份 | 片名              | 角色                     | 備註             |
| ---- | ----------------- | ------------------------ | ---------------- |
| 1986 | 巨魔              | 珍妮特·庫珀              |                  |
| 1986 | 漢娜姐妹          | 梅莉                     |                  |
| 1986 | 黑白男子          | 麗莎·斯廷森              |                  |
| 1989 | 瘋狂聖誕假期      | 瑪歌·切斯特              |                  |
| 1993 | 大熊傑克          | 佩姬·艾丁格              |                  |
| 1994 | 浪子保鑣          | 諾斯的母親               |                  |
| 1997 | 不可能的拍檔      | 嘉莉·勞倫斯              |                  |
| 1997 | 解構哈利          | 蕾斯莉                   |                  |
| 1998 | 蟲蟲危機          | 雅婷公主                 | 配音             |
| 2012 | 紀錄巴黎          | 艾倫·拉森                | 短片；身兼製作人 |
| 2013 | 飛機總動員        | 羅謝爾                   | 配音             |
| 2013 | 無須多言          | 艾娃                     |                  |
| 2020 | 婚姻大崩壞        | 比莉·史坦頓              |                  |
| 2020 | ½的魔法           | 劳拉·莱特富              | 配音             |
| 2021 | 黑寡婦            | 瓦倫提娜·艾蕾格拉·德芳亭 | 客串             |
| 2022 | 黑豹2：瓦干達萬歲 | 瓦倫提娜·艾蕾格拉·德芳亭 |                  |
| 2023 | 你傷了我的心      | 伊莉莎白                 | 身兼製作         |
| 2023 | 你們這些人        | 雪莉                     |                  |
| 2023 | 星期二            | 佐拉                     |                  |
| 2025 | 雷霆特攻隊*       | 瓦倫提娜·艾蕾格拉·德芳亭 |                  |
| 2026 | 綿羊偵探團        |                          | 製作中           |

### 電視
| 年份            | 劇名                            | 角色                        | 備註                                                       |
| --------------- | ------------------------------- | --------------------------- | ---------------------------------------------------------- |
| 1982–1985       | 周六夜現場                      | 眾多角色                    | 57集                                                       |
| 1988            | 亲情纽带                        | 蘇珊·懷特                   | 1集（第6季第21集）                                         |
| 1988–1989       | 日復一日                        | 艾琳·斯威特                 | 主要演員（33集）                                           |
| 1990–1998       | 宋飛傳                          | 伊蓮·班奈斯                 | 主要演員（178集）                                          |
| 1992            | 恐龍家族                        | 海瑟·沃辛頓                 | 配音；1集（第2季第22集）                                   |
| 1995            | 單身男子                        | 緹娜                        | 1集（第1季第7集）                                          |
| 1996            | 倫敦套房                        | 黛布拉·杜比                 | 電視電影                                                   |
| 1997            | 專業治療師卡茲博士              | 茱莉亞                      | 配音；1集（第4季第1集）                                    |
| 1997            | 大頭仔天空                      | 費爾特老師                  | 配音；1集（第2季第14集）                                   |
| 1999            | 動物農莊                        | 莫莉                        | 配音；電視電影                                             |
| 2000            | 玩具之父蓋比特                  | 藍仙女                      | 電視電影                                                   |
| 2000–2001, 2009 | 人生如戲                        | 茱莉亞·路易斯-德瑞弗斯      | 8集                                                        |
| 2001, 2007–2008 | 辛普森一家                      | 葛蘿莉亞                    | 配音（3集）                                                |
| 2002–2003       | 凝視艾莉                        | 艾莉·瑞格斯                 | 主角（19集）；身兼製作人                                   |
| 2004–2005       | 發展受阻                        | 瑪姬·萊瑟                   | 4集                                                        |
| 2006–2010       | 俏媽新上路                      | 克莉絲汀·坎貝爾             | 主角（88集）；身兼製作人                                   |
| 2006–2007 2016  | 周六夜現場                      | 本人                        | 主持（3集）                                                |
| 2010            | 超級製作人                      | 麗茲·萊蒙（直播集回憶場景） | 1集（第5季第4集）                                          |
| 2012–2019       | 副人之仁                        | 瑟琳娜·凱瑟琳·麥爾          | 主角（65集）；身兼製作人（第1–3季）、執行製作人（第4–7季） |
| 2012            | 網療記                          | 雪芬·海格                   | 1集（第2季第4集）                                          |
| 2015            | 艾米·舒默的內心世界             | 本人                        | 1集（第3季第1集）                                          |
| 2019            | 阿雞冒險日記                    | 猴子太空人                  | 配音；1集（第1季第12集）                                   |
| 2021            | 獵鷹與酷寒戰士                  | 瓦倫提娜·艾蕾格拉·德芳亭    | 2集（第1季第5集、第6集）                                   |
| 2021            | 漫威影業：創作大本營            | 自己                        | 1集（第1季第2集）                                          |
| 2022            | 大衛·萊特曼：下一位來賓鼎鼎大名 | 自己                        | 1集（第4季第6集）                                          |
| 2023            | 宠宝话疗团                      | 布拉可                      | 配音；1集（第2季第15集）                                   |

## 入圍與獲獎
| 年度 | 大獎                 | 獎項                                   | 作品                | 結果 |
| ---- | -------------------- | -------------------------------------- | ------------------- | ---- |
| 1992 | 電視品質觀眾獎       | 有品質喜劇類影集最佳女配角獎           | 宋飛傳              | 獲獎 |
| 1992 | 黃金時段艾美獎       | 最佳喜劇類影集女配角獎                 | 宋飛傳              | 提名 |
| 1993 | 美國喜劇獎           | 電視影集類最有趣女配角獎               | 宋飛傳              | 獲獎 |
| 1993 | 電視品質觀眾獎       | 有品質喜劇類影集最佳女配角獎           | 宋飛傳              | 獲獎 |
| 1993 | 美國電視獎           | 情境喜劇最佳女配角獎                   | 宋飛傳              | 獲獎 |
| 1993 | 黃金時段艾美獎       | 最佳喜劇類影集女配角獎                 | 宋飛傳              | 提名 |
| 1994 | 金球獎               | 最佳電視影集、迷你劇及電視電影女配角獎 | 宋飛傳              | 獲獎 |
| 1994 | 美國喜劇獎           | 電視影集類最有趣女配角獎               | 宋飛傳              | 獲獎 |
| 1994 | 電視品質觀眾獎       | 有品質喜劇類影集最佳女配角獎           | 宋飛傳              | 獲獎 |
| 1994 | 黃金時段艾美獎       | 最佳喜劇類影集女配角獎                 | 宋飛傳              | 提名 |
| 1995 | 金球獎               | 最佳電視影集、迷你劇及電視電影女配角獎 | 宋飛傳              | 提名 |
| 1995 | 美國演員工會獎       | 最佳喜劇類影集女演員獎                 | 宋飛傳              | 提名 |
| 1995 | 美國演員工會獎       | 最佳喜劇類影集整體演出獎               | 宋飛傳              | 獲獎 |
| 1995 | 美國喜劇獎           | 電視影集類最有趣女配角獎               | 宋飛傳              | 獲獎 |
| 1995 | 電視品質觀眾獎       | 有品質喜劇類影集最佳女配角獎           | 宋飛傳              | 提名 |
| 1995 | 黃金時段艾美獎       | 最佳喜劇類影集女配角獎                 | 宋飛傳              | 提名 |
| 1996 | 人民選擇獎           | 最喜愛電視女演員獎                     | 宋飛傳              | 提名 |
| 1996 | 美國演員工會獎       | 最佳喜劇類影集女演員獎                 | 宋飛傳              | 提名 |
| 1996 | 美國演員工會獎       | 最佳喜劇類影集整體演出獎               | 宋飛傳              | 提名 |
| 1996 | 美國喜劇獎           | 電視影集類最有趣女配角獎               | 宋飛傳              | 提名 |
| 1996 | 黃金時段艾美獎       | 最佳喜劇類影集女配角獎                 | 宋飛傳              | 獲獎 |
| 1997 | 美國演員工會獎       | 最佳喜劇類影集女演員獎                 | 宋飛傳              | 獲獎 |
| 1997 | 美國演員工會獎       | 最佳喜劇類影集整體演出獎               | 宋飛傳              | 獲獎 |
| 1997 | 美國喜劇獎           | 電視影集類最有趣女配角獎               | 宋飛傳              | 獲獎 |
| 1997 | 電視品質觀眾獎       | 有品質喜劇類影集最佳女配角獎           | 宋飛傳              | 獲獎 |
| 1997 | 在線電影與電視協會獎 | 喜劇類影集最佳女配角獎                 | 宋飛傳              | 獲獎 |
| 1997 | 在線電影與電視協會獎 | 影集類最佳女配角獎                     | 宋飛傳              | 獲獎 |
| 1997 | 在線電影與電視協會獎 | 喜劇類影集最佳整體演出獎               | 宋飛傳              | 提名 |
| 1997 | 黃金時段艾美獎       | 最佳喜劇類影集女配角獎                 | 宋飛傳              | 提名 |
| 1998 | 人民選擇獎           | 最喜愛電視女演員獎                     | 宋飛傳              | 提名 |
| 1998 | 美國演員工會獎       | 最佳喜劇類影集女演員獎                 | 宋飛傳              | 獲獎 |
| 1998 | 美國演員工會獎       | 最佳喜劇類影集整體演出獎               | 宋飛傳              | 獲獎 |
| 1998 | 美國喜劇獎           | 電視影集類最有趣女配角獎               | 宋飛傳              | 獲獎 |
| 1998 | 在線電影與電視協會獎 | 喜劇類影集最佳女配角獎                 | 宋飛傳              | 獲獎 |
| 1998 | 在線電影與電視協會獎 | 影集類最佳女配角獎                     | 宋飛傳              | 提名 |
| 1998 | 在線電影與電視協會獎 | 喜劇類影集最佳整體演出獎               | 宋飛傳              | 提名 |
| 1998 | 黃金時段艾美獎       | 最佳喜劇類影集女配角獎                 | 宋飛傳              | 提名 |
| 1999 | 美國演員工會獎       | 最佳喜劇類影集女演員獎                 | 宋飛傳              | 提名 |
| 1999 | 美國喜劇獎           | 電視影集類最有趣女配角獎               | 宋飛傳              | 提名 |
| 2001 | 美國喜劇獎           | 電視影集類最有趣客串女演員獎           | 人生如戲            | 提名 |
| 2002 | 在線電影與電視協會獎 | 新喜劇類影集最佳女演員獎               | 凝視艾莉            | 提名 |
| 2004 | Gold Derby電視獎     | 最佳喜劇類影集客串女演員獎             | 發展受阻            | 獲獎 |
| 2004 | 在線電影與電視協會獎 | 喜劇類影集最佳客串女演員獎             | 發展受阻            | 提名 |
| 2005 | Gold Derby電視獎     | 最佳喜劇類影集客串女演員獎             | 發展受阻            | 提名 |
| 2006 | 黃金時段艾美獎       | 最佳喜劇類影集女主角獎                 | 俏媽新上路          | 獲獎 |
| 2006 | 衛星獎               | 最佳音樂及喜劇類影集女演員獎           | 俏媽新上路          | 提名 |
| 2007 | 人民選擇獎           | 最喜愛電視女演員獎                     | 俏媽新上路          | 提名 |
| 2007 | 人民選擇獎           | 最有趣女明星獎                         | 俏媽新上路          | 提名 |
| 2007 | 金球獎               | 最佳電視女演員獎－音樂及喜劇類         | 俏媽新上路          | 提名 |
| 2007 | 美國演員工會獎       | 最佳喜劇類影集女演員獎                 | 俏媽新上路          | 提名 |
| 2007 | Gold Derby電視獎     | 最佳喜劇類影集女演員獎                 | 俏媽新上路          | 提名 |
| 2007 | 在線電影與電視協會獎 | 喜劇類影集最佳女演員獎                 | 俏媽新上路          | 提名 |
| 2007 | 黃金時段艾美獎       | 最佳喜劇類影集女主角獎                 | 俏媽新上路          | 提名 |
| 2007 | 衛星獎               | 最佳音樂及喜劇類影集女演員獎           | 俏媽新上路          | 提名 |
| 2008 | 女性形象網路獎       | 最佳喜劇類影集女演員獎                 | 俏媽新上路          | 獲獎 |
| 2008 | Gold Derby電視獎     | 最佳喜劇類影集女演員獎                 | 俏媽新上路          | 提名 |
| 2008 | 黃金時段艾美獎       | 最佳喜劇類影集女主角獎                 | 俏媽新上路          | 提名 |
| 2008 | 衛星獎               | 最佳音樂及喜劇類影集女演員獎           | 俏媽新上路          | 提名 |
| 2009 | 黃金時段艾美獎       | 最佳喜劇類影集女主角獎                 | 俏媽新上路          | 提名 |
| 2010 | 美國演員工會獎       | 最佳喜劇類影集女演員獎                 | 俏媽新上路          | 提名 |
| 2010 | 黃金時段艾美獎       | 最佳喜劇類影集女主角獎                 | 俏媽新上路          | 提名 |
| 2012 | 評論家選擇電視獎     | 喜劇類影集最佳女演員獎                 | 副人之仁            | 提名 |
| 2012 | PAAFTJ電視獎         | 喜劇類影集最佳女主角獎                 | 副人之仁            | 提名 |
| 2012 | 在線電影與電視協會獎 | 喜劇類影集最佳女演員獎                 | 副人之仁            | 提名 |
| 2012 | Gold Derby電視獎     | 最佳喜劇類影集女演員獎                 | 副人之仁            | 提名 |
| 2012 | 黃金時段艾美獎       | 最佳喜劇類影集獎                       | 副人之仁            | 提名 |
| 2012 | 黃金時段艾美獎       | 最佳喜劇類影集女主角獎                 | 副人之仁            | 獲獎 |
| 2012 | 衛星獎               | 最佳音樂及喜劇類影集女演員獎           | 副人之仁            | 提名 |
| 2012 | 電視評論家協會獎     | 喜劇類個人成就獎                       | 副人之仁            | 提名 |
| 2012 | 女性形象網路獎       | 最佳喜劇類影集女演員獎                 | 副人之仁            | 提名 |
| 2013 | 評論家選擇電視獎     | 喜劇類影集最佳女演員獎                 | 副人之仁            | 獲獎 |
| 2013 | 金球獎               | 最佳電視女演員獎－音樂及喜劇類         | 副人之仁            | 提名 |
| 2013 | 電視評論家協會獎     | 喜劇類個人成就獎                       | 副人之仁            | 提名 |
| 2013 | PAAFTJ電視獎         | 喜劇類影集最佳女主角獎                 | 副人之仁            | 提名 |
| 2013 | Gold Derby電視獎     | 最佳喜劇類影集女演員獎                 | 副人之仁            | 提名 |
| 2013 | 在線電影與電視協會獎 | 喜劇類影集最佳女演員獎                 | 副人之仁            | 獲獎 |
| 2013 | 黃金時段艾美獎       | 最佳喜劇類影集獎                       | 副人之仁            | 提名 |
| 2013 | 黃金時段艾美獎       | 最佳喜劇類影集女主角獎                 | 副人之仁            | 獲獎 |
| 2014 | 美國喜劇獎           | 喜劇女演員獎－電影                     | 無須多言            | 提名 |
| 2014 | 美國喜劇獎           | 喜劇女演員獎－電視                     | 副人之仁            | 提名 |
| 2014 | 金球獎               | 最佳電影女演員獎－音樂及喜劇類         | 無須多言            | 提名 |
| 2014 | 金球獎               | 最佳電視女演員獎－音樂及喜劇類         | 副人之仁            | 提名 |
| 2014 | 美國製片人協會獎     | 喜劇類電視集數最佳製作人獎             | 副人之仁            | 提名 |
| 2014 | Gold Derby電視獎     | 最佳喜劇類影集女演員獎                 | 副人之仁            | 獲獎 |
| 2014 | Gold Derby電視獎     | 年度表現獎                             | 副人之仁            | 提名 |
| 2014 | Gold Derby電視獎     | 年度整體演出獎                         | 副人之仁            | 提名 |
| 2014 | 在線電影與電視協會獎 | 喜劇類影集最佳女演員獎                 | 副人之仁            | 獲獎 |
| 2014 | 在線電影與電視協會獎 | 喜劇類影集最佳整體演出獎               | 副人之仁            | 提名 |
| 2014 | 評論家選擇電影獎     | 喜劇類最佳女演員獎                     | 無須多言            | 提名 |
| 2014 | 評論家選擇電視獎     | 喜劇類影集最佳女演員獎                 | 副人之仁            | 獲獎 |
| 2014 | 黃金時段艾美獎       | 最佳喜劇類影集獎                       | 副人之仁            | 提名 |
| 2014 | 黃金時段艾美獎       | 最佳喜劇類影集女主角獎                 | 副人之仁            | 獲獎 |
| 2014 | 衛星獎               | 最佳電影女演員                         | 無須多言            | 提名 |
| 2014 | 衛星獎               | 最佳音樂及喜劇類影集女演員獎           | 副人之仁            | 提名 |
| 2014 | 美國演員工會獎       | 最佳喜劇類影集女演員獎                 | 副人之仁            | 獲獎 |
| 2014 | 美國演員工會獎       | 最佳喜劇類影集整體演出獎               | 副人之仁            | 提名 |
| 2014 | 電視評論家協會獎     | 喜劇類個人成就獎                       | 副人之仁            | 獲獎 |
| 2014 | 電視指南粉絲喜愛獎   | 最佳電視女演員獎                       | 副人之仁            | 提名 |
| 2014 | 女性形象網路獎       | 最佳喜劇類影集女演員獎                 | 副人之仁            | 獲獎 |
| 2014 | 不列顛獎             | 查理·卓別林喜劇優秀獎                  | 宋飛傳 副人之仁     | 獲獎 |
| 2015 | 金球獎               | 最佳電視女演員獎－音樂及喜劇類         | 副人之仁            | 提名 |
| 2015 | 美國演員工會獎       | 最佳喜劇類影集女演員獎                 | 副人之仁            | 提名 |
| 2015 | 美國演員工會獎       | 最佳喜劇類影集整體演出獎               | 副人之仁            | 提名 |
| 2015 | 美國製片人協會獎     | 喜劇類電視集數最佳製作人獎             | 副人之仁            | 提名 |
| 2015 | 評論家選擇電視獎     | 喜劇類影集最佳女演員獎                 | 副人之仁            | 提名 |
| 2015 | 衛星獎               | 最佳音樂及喜劇類影集女演員獎           | 副人之仁            | 提名 |
| 2015 | Gold Derby電視獎     | 最佳喜劇類影集女演員獎                 | 副人之仁            | 提名 |
| 2015 | 在線電影與電視協會獎 | 喜劇類影集最佳女演員獎                 | 副人之仁            | 提名 |
| 2015 | 電視評論家協會獎     | 喜劇類個人成就獎                       | 副人之仁            | 提名 |
| 2015 | 黃金時段艾美獎       | 最佳喜劇類影集獎                       | 副人之仁            | 獲獎 |
| 2015 | 黃金時段艾美獎       | 最佳喜劇類影集女主角獎                 | 副人之仁            | 獲獎 |
| 2016 | 人民選擇獎           | 最喜愛收費有線電視女演員獎             | 副人之仁            | 提名 |
| 2016 | 金球獎               | 最佳電視女演員獎－音樂及喜劇類         | 副人之仁            | 提名 |
| 2016 | 美國演員工會獎       | 最佳喜劇類影集女演員獎                 | 副人之仁            | 提名 |
| 2016 | 美國演員工會獎       | 最佳喜劇類影集整體演出獎               | 副人之仁            | 提名 |
| 2016 | 美國製片人協會獎     | 喜劇類電視集數最佳製作人獎             | 副人之仁            | 提名 |
| 2016 | 衛星獎               | 最佳音樂及喜劇類影集女演員獎           | 副人之仁            | 提名 |
| 2016 | 電視評論家協會獎     | 喜劇類個人成就獎                       | 副人之仁            | 提名 |
| 2016 | Gold Derby電視獎     | 最佳喜劇類影集女演員獎                 | 副人之仁            | 獲獎 |
| 2016 | Gold Derby電視獎     | 年度表現獎                             | 副人之仁            | 提名 |
| 2016 | Gold Derby電視獎     | 年度整體演出獎                         | 副人之仁            | 提名 |
| 2016 | 在線電影與電視協會獎 | 喜劇類影集最佳女演員獎                 | 副人之仁            | 獲獎 |
| 2016 | 在線電影與電視協會獎 | 喜劇類影集最佳整體演出獎               | 副人之仁            | 獲獎 |
| 2016 | 黃金時段艾美獎       | 最佳喜劇類影集獎                       | 副人之仁            | 獲獎 |
| 2016 | 黃金時段艾美獎       | 最佳喜劇類影集女主角獎                 | 副人之仁            | 獲獎 |
| 2016 | 評論家選擇電視獎     | 喜劇類影集最佳女演員獎                 | 副人之仁            | 提名 |
| 2017 | 金球獎               | 最佳電視女演員獎－音樂及喜劇類         | 副人之仁            | 提名 |
| 2017 | 人民選擇獎           | 最喜愛收費電視網影集女演員獎           | 副人之仁            | 提名 |
| 2017 | 道林獎               | 年度電視演出獎－女演員                 | 副人之仁            | 提名 |
| 2017 | 美國演員工會獎       | 最佳喜劇類影集女演員獎                 | 副人之仁            | 獲獎 |
| 2017 | 美國演員工會獎       | 最佳喜劇類影集整體演出獎               | 副人之仁            | 提名 |
| 2017 | 美國製片人協會獎     | 喜劇類電視集數最佳製作人丹尼·托马斯獎  | 副人之仁            | 提名 |
| 2017 | 電視評論家協會獎     | 喜劇類個人成就獎                       | 副人之仁            | 提名 |
| 2017 | Gold Derby電視獎     | 最佳喜劇類影集女演員獎                 | 副人之仁            | 獲獎 |
| 2017 | 在線電影與電視協會獎 | 喜劇類影集最佳女演員獎                 | 副人之仁            | 獲獎 |
| 2017 | 在線電影與電視協會獎 | 喜劇類影集最佳整體演出獎               | 副人之仁            | 提名 |
| 2017 | 黃金時段艾美獎       | 最佳喜劇類影集獎                       | 副人之仁            | 獲獎 |
| 2017 | 黃金時段艾美獎       | 最佳喜劇類影集女主角獎                 | 副人之仁            | 獲獎 |
| 2018 | 美國製片人協會獎     | 喜劇類電視集數最佳製作人丹尼·托马斯獎  | 副人之仁            | 提名 |
| 2018 | 美國演員工會獎       | 最佳喜劇類影集女演員獎                 | 副人之仁            | 獲獎 |
| 2018 | 美國演員工會獎       | 最佳喜劇類影集整體演出獎               | 副人之仁            | 獲獎 |
| 2018 | 衛星獎               | 最佳音樂及喜劇類影集女演員獎           | 副人之仁            | 提名 |
| 2018 | Cine Awards          | 最佳喜劇及喜劇劇情類影集女主角獎       | 副人之仁            | 提名 |
| 2018 | 美式幽默馬克·吐溫獎  | 美式幽默馬克·吐溫獎                    | 美式幽默馬克·吐溫獎 | 獲獎 |

## 外部連結
- 茱莉亚·路易斯-德瑞弗斯在互联网电影资料库（IMDb）上的資料（英文）
- 艾美獎官方網站介紹 （页面存档备份，存于）（英文）